# Over the Rainbow (film, 1997)
Pour les articles homonymes, voir Over the Rainbow.
Pour plus de détails, voir Fiche technique et Distribution.
Over the Rainbow est un court métrage de comédie dramatique français en noir et blanc écrit et réalisé par Alexandre Aja et Grégory Levasseur, mettant en scène Jean Benguigui, Jean-Claude de Goros, Carine Yvart et Anne Zamberlan. Produit par le Groupe de recherches et d'essais cinématographiques, ce film a été présenté, en 1997, en compétition du Festival de Cannes.

## Synopsis
Le gardien de l'immeuble, timide, n'osant toujours pas s'approcher de Lisa, une des locataires, rencontre un fleuriste aveugle qui va lui donner un coup de main.

## Fiche technique
- Titre : Over the Rainbow
- Réalisation : Alexandre Aja, Grégory Levasseur
- Scénario et dialogues : Alexandre Aja
- Direction artistique : Grégory Levasseur
- Décors : Gregory Levasseur
- Photo : Alexandre Bügel
- Son : Jean Goudier[2], Gérard Lamps, Alexandre Cormeau, Éric Boisteau
- Montage : Marie de La Selle
- Société de production : GREC[1]
- Pays d’origine :  France
- Langue : français
- Format : Noir et blanc - 35 mm
- Genre : comédie dramatique
- Durée : 10 minutes
- Date de sortie : 1997

## Distribution
- Jean Benguigui : le gardien
- Jean-Claude de Goros : le fleuriste
- Carine Yvart : Lisa
- Anne Zamberlan : la victime

## Scénario
Alexandre Aja, alors âgé de dix-neuf ans en 1997, écrit un scénario avec Grégory Levasseur qui sera son assistant réalisateur, décorateur et directeur artistique sur le projet.

## Distinctions

### Nominations
- Festival de Cannes : Palme d'or du court métrage (1997)
- Festival international du film de Kiev Molodist : Prix du Meilleur premier court métrage (1997)